# Landsmannschaft der Oberschlesier

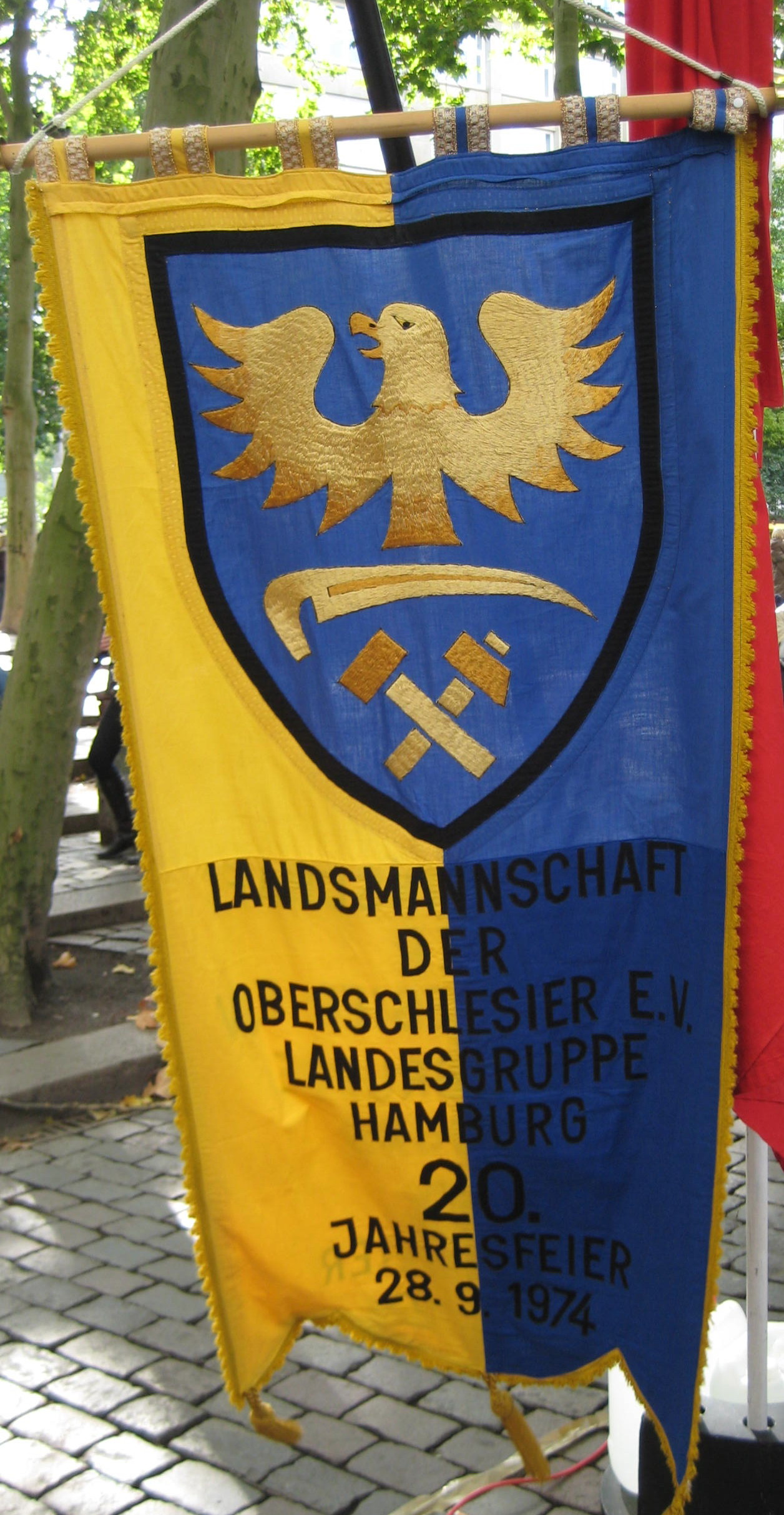
Fahne der Landsmannschaft, Landesgruppe Hamburg, mit dem früheren Wappen Oberschlesiens.

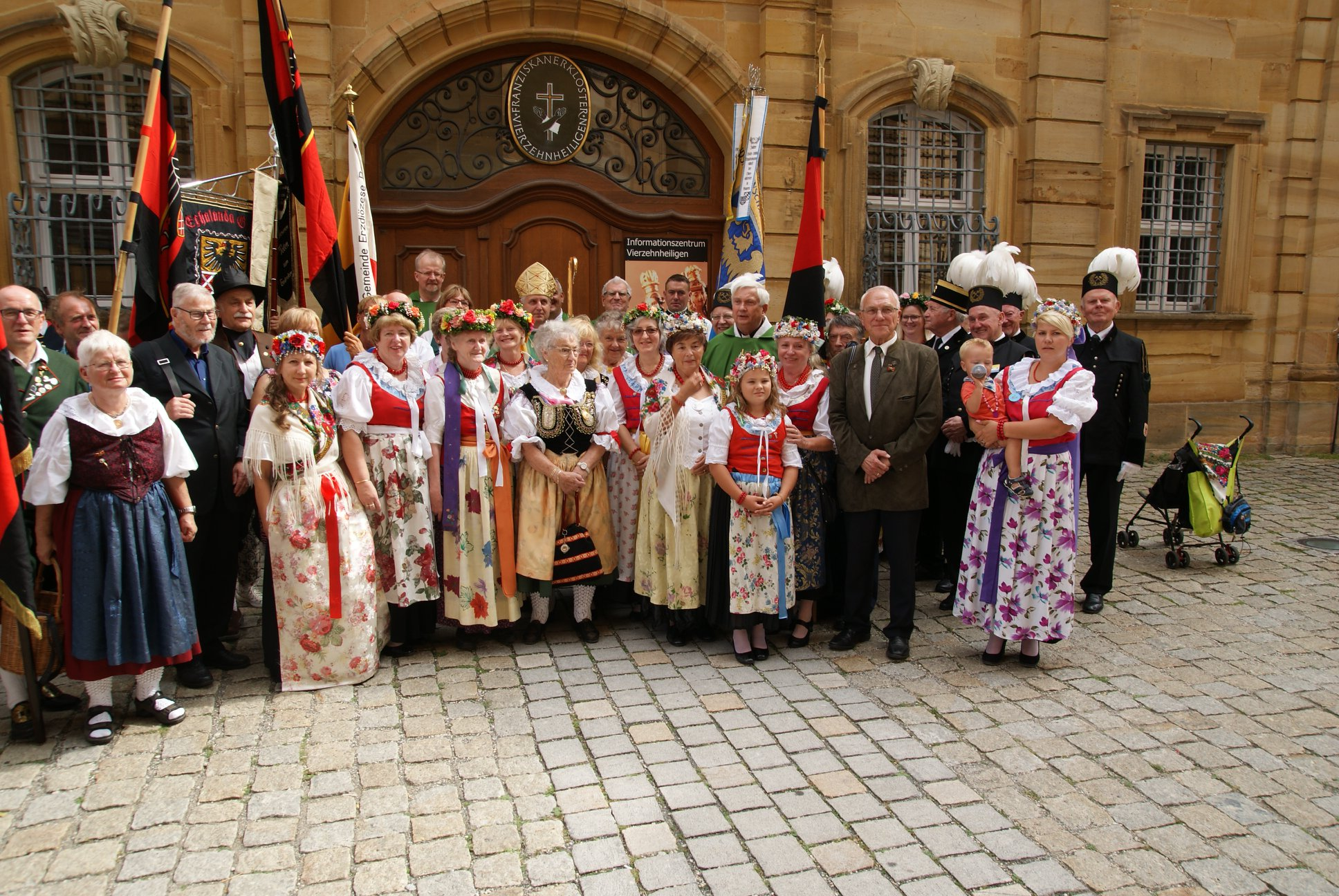
Wallfahrt mit der Kreisgruppe Nürnberg

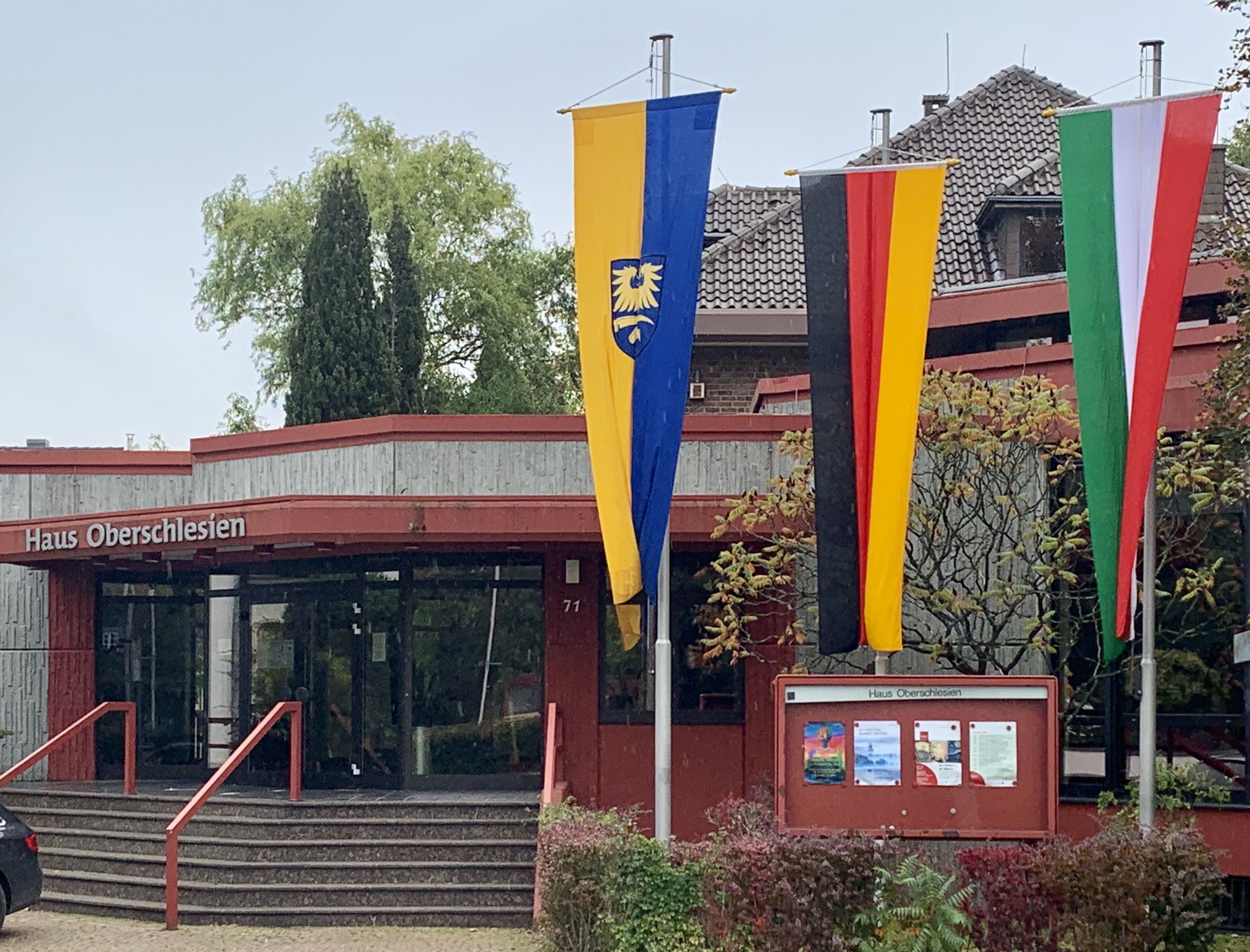
Haus Oberschlesien, der Sitz der Landsmannschaft in Ratingen-Hösel

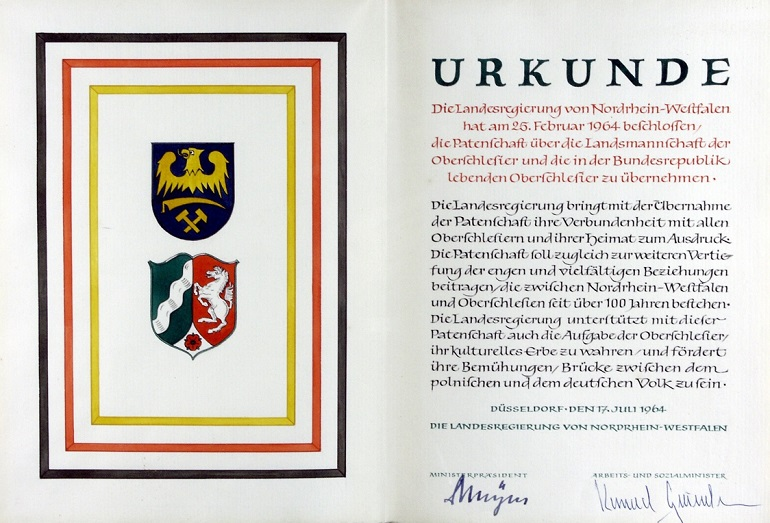
Patenschafturkunde des Landes NRW über die Landsmannschaft 1964

Die Landsmannschaft der Oberschlesier ist ein 1950 gegründeter  Vertriebenenverband der Oberschlesier und Mitglied im Bund der Vertriebenen (BdV). Bundesvorsitzender und Sprecher ist Klaus Plaszczek.

## Kooperationen
Die Landsmannschaft der Oberschlesier hat zusammen mit dem Land Nordrhein-Westfalen, das 1964 die Patenschaft über die Landsmannschaft der Oberschlesier und die in der Bundesrepublik lebenden Oberschlesier übernommen hat, im Jahr 1970 die „Stiftung Haus Oberschlesien“ gegründet, die das Oberschlesische Landesmuseums unterhält.

## Ziele
Als Ziel definiert die Landsmannschaft die Pflege der oberschlesischen Kultur, des Brauchtums und der Traditionen, die Erhaltung der deutschen Sprache und Kultur als regionales Identitätsmerkmal Oberschlesiens, die Erhaltung des Europäischen Kulturerbes im Sinne des EU-Vertrages und der Mehrsprachigkeit in Deutschland und Oberschlesien, sowie die Unterstützung der Deutschen Minderheit in Oberschlesien.

## Sprecher
Ab 1953 per Satzungsänderung eingeführt:
- 1953–1975 – Otto Ulitz
- 1975–1995 – Herbert Czaja MdB
- seit 1995 – Klaus Plaszczek

## Bundesvorsitzende
- 1950–1956 – Edgar Maria Handy MdL
- 1956–1975 – Hugo Wiedeck MdB
- 1975–1977 – Fritz Hollunder
- 1977–1987 – Georg Prusko
- 1987–1991 – Reinhold Stanitzek
- 1991–1993 – Bernhard Jagoda
- seit 1993 – Klaus Plaszczek[4]

## Landesverbände
Neben dem Bundesverband der Landsmannschaft der Oberschlesier e. V. bestehen noch 5 Landes- und jeweilige Kreisgruppen.
- Landesgruppe Hamburg
- Landesgruppe Bayern e. V.
- Landesverband Baden-Württemberg
- Landesgruppe Hessen
- Landesgruppe Nordrhein-Westfalen e. V.

## Existenz von zwei schlesischen Landsmannschaften
Aus historischen Gründen gibt es neben der Landsmannschaft der Oberschlesier noch eine Landsmannschaft Schlesien. Diese Trennung bezog sich anfänglich auf die Oberschlesier, die bis in die Zwischenkriegszeit in der polnischen Woiwodschaft Schlesien lebten.